# Landwarów (gmina)
Gmina Landwarów (lit. Lentvario seniūnija) – gmina w rejonie trockim okręgu wileńskiego na Litwie, położona w rejonie etnograficznym Dzukija. Ośrodkiem administracji jest miasto Landwarów.

## Skład etniczny
W gminie zamieszkują przedstawiciele następujących narodowości:
- Litwini 41,7%
- Polacy 24,2%
- Rosjanie 15%
- Białorusini 5,5%